# Chiesa di San Giorgio (Capannori)
La chiesa di San Giorgio è un edificio sacro ubicato nella località di Parezzana presso Capannori.

## Storia e descrizione
Citato nell'XI secolo, il complesso di San Giorgio inizialmente era costituito da una semplice cappella campestre ma successivamente, intorno al XIII secolo, assunse la struttura di una chiesa. Nel 1795, venne costruito il campanile. Nel 1857, per necessità di spazi la chiesa fu demolita e ricostruita. Nel 1935 vennero fuse quattro campane dalla fonderia Lera di Lammari. A seguito di varie rifusioni (la mezzana nel 1952 e grande e piccola nel 1948), l’unica che ci rimane del doppio originale è la mezzanella.